# Lactarius lignyotus
Lactaire velours
Espèce
Lactarius lignyotus ou Lactaire velours ou Lactaire couleur de suie, est une espèce de champignons basidiomycètes de la famille des russulacées. Son épithète latine signifie "cendré". Il est réputé être un des meilleurs lactaires.

## Description
- Chapeau 3 à 7–8 cm, convexe puis étalé et déprimé autour d'un petit mamelon. Cuticule mate, veloutée, brun bistre, non zonée contrairement à beaucoup de lactaires mais légèrement froncée radialement ; marge mince, enroulée au début, concolore.
- Lames inégales, fourchues, décurrentes, blanches virant ocre clair par les spores vers la fin et rougissant aux endroits lésés.
- Pied 4 à 8 cm, de la couleur du chapeau, resserré et plissé, voire alvéolé, au sommet.
- Chair blanche, rougissant un peu à l'air, mince, cassante comme celle des russulacées mais cotonneuse et élastique. Lait blanc, aqueux, virant lentement couleur brique sur la chair. Saveur et odeur faibles.

## Écologie
Le lactaire couleur de suie vient à l'automne, en moyenne montagne, sur terrains acides et notamment dans les sapinières. Vosges et Forêt-Noire sont notamment ses lieux de prédilection, on peut l'y trouver en troupes nombreuses.

## Comestibilité
Il est réputé plus savoureux que les lactaires sanguins (sanguifluus, deliciosus, salmonicolor etc.) et serait donc la meilleure espèce du genre.

## Espèces proches et risques de confusion
Il ne peut guère se confondre, sans grand risque, qu'avec des espèces proches comme Lactarius picinus ou Lactarius fuliginus, dont les lames sont plus jaunes, mais se reconnaît facilement à son habitat, au contraste (rare chez les lactaires) entre le chapeau brun foncé et les lames blanches ainsi qu'à son pied plissé au sommet.

## Sources et liens externes
- André Marchand : Champignons du Nord et du Midi, tome II/IX, Hachette  (ISBN 84-399-5721-1) /  (ISBN 2-903940-045)
- (fr) Société mycologique de France : bibliographie sur Lactarius lignyotus
- (en) Index Fungorum : Lactarius lignyotus